# Chiesa di Santa Maria in Prato
La chiesa di Santa Maria in Prato è un edificio di culto che si trova a Radda in Chianti.

## Storia
La chiesa nasce come santuario mariano probabilmente già prima dell'anno Mille; in seguito divenne una suffraganea della pieve di San Giusto in Salcio e successivamente posta alle dipendenze della chiesa di San Niccolò a Radda come oratorio. Pur mantenendo la funzione di oratorio mariano nel 1708 venne donata ad una comunità di frati minori che vi realizzarono un piccolo convento.
Nella chiesa e nei locali del convento troverà sede il Museo d'arte sacra del Chianti.

## Descrizione
Alla originaria chiesa romanica venne aggiunto nel XVIII secolo un transetto e una cappella terminale che dettero alla chiesa una pianta a croce latina.

### Esterno
Le originarie forme romaniche possono essere ancora individuate nel paramento murario a filaretto della facciata a capanna, preceduta da un portico, aggiunto anch'esso, nel corso del Settecento a seguito del passaggio della chiesa ai Francescani. Il portico presenta tre ampie arcate policentriche ribassate poggianti su massicci pilastri in pietra serena di sezione rettangolare e con nicchie poste sulla faccia esterna; le arcate laterali sono anche loro a sesto ribassato ma sono sostenute da semplici colonne in pietra che hanno come base un muretto con cimasa.

### Interno
All'interno, una tavola del fiorentino Neri di Bicci raffigurante la Madonna col Bambino tra i Santi Nicola di Bari, Giovanni Battista, la Maddalena e Antonio abate, commissionata nel 1474 dal fiorentino Mariotto Gondi e dal bastiere raddese Niccolò di Goro; la carpenteria fu eseguita da Zanobi di Domenico.